# Tower 67
Tower 67 ist ein Wolkenkratzer in Manhattan in New York City, Vereinigte Staaten. Das Wohngebäude ist einer der ersten Hochhäuser mit mindestens 150 Meter Höhe auf der Upper West Side.

## Beschreibung
Tower 67 befindet sich auf der West Side von Manhattan an der Ostseite der Amsterdam Avenue zwischen West 67th und West 68th Street im Stadtteil Upper West Side. Das Gebäude ist nur einen Block vom Broadway und nur zwei Blocks vom Kulturzentrum Lincoln Center entfernt.
Der vom Architekturbüro Philip Birnbaum & Associates entworfene Wohnturm wurde 1986 fertiggestellt. Er ist 150,6 m (494 Fuß) hoch und hat 49 Etagen. Das rechteckige Bauwerk hat eine braune Ziegelsteinfassade, einen einstöckigen mit Granit verkleideten Sockel und zahlreiche Balkone. Die große Lobby ist mit Marmor verkleidet. Das Gebäude beherbergt 448 luxuriöse Mietwohnungen, von denen 33 für ältere einkommensschwache Bewohner des Community Board 7 vorgehalten werden. Es bietet für seine Bewohner einen privaten Balkon, Türsteher, Kinderspielplatz, Fitnesscenter, Wäscherei und Parkhaus.
An der Ostseite des Gebäudes liegt der von der West 67th bis zur West 68th Street reichende öffentliche begrünte Park Tower 67 Public Plaza mit Traversen, einem Brunnen mit Wasserfall und Sitzgelegenheiten.